# Abdelmalek Cherrad
Abdelmalek Cherrad, né le 14 janvier 1981 à La Tronche dans le département de l'Isère, est un footballeur international algérien, qui possède également la nationalité française.
Il compte 18 sélections en équipe nationale entre 2003 et 2007.

## Biographie
Abdelmalek Cherrad est formé à l'OGC Nice, il y joue de 1998 à 2004. Il connaît sa première sélection en équipe nationale A d'Algérie le 12 février en 2003 face à la Belgique (1-3).
Il dispute la CAN 2004, où il s'illustre en marquant un but face au Maroc en quart de finale.
Après un transfert avorté à l'Espérance sportive de Tunis, il se dirige vers la Belgique et La Gantoise. En janvier 2005, il signe au SC Bastia. En mars 2006, alors qu'il est expulsé par l'arbitre pour avoir craché sur un adversaire lors de la rencontre face au FC Lorient (1-0), il est suspendu du groupe professionnel par son club jusqu'à la fin de la saison. Il réintègre le groupe pro pour la saison 2006-2007 en football. En fin de contrat en 2007, il est sur le point de signer au SM Caen en tant que joker en septembre.
Le 14 novembre 2007, il signe au MC Alger et au SC Bastia en 2008 pour une saison plus une en option. En juin 2009, son contrat n'est pas renouvelé.
Il s'engage alors avec l'AC Arles-Avignon tout juste promu en Ligue 2. Le 17 décembre 2009, il résilie son contrat avec l'AC Arles-Avignon puis, à la fin du mois de janvier 2010, il signe au CS Maritimo Funchal en Division 1 portugaise. En 2011, Il est prêté par le Maritimo au club du CF Belenenses qui évolue en seconde division portugaise.
Le 12 octobre 2012, il rejoint le club de sa ville natale, le Grenoble Foot 38. Une aventure de courte durée, lors de son premier match comptant pour le 7e tour de la Coupe de France disputé face à l'AS Minguettes Vénissieux, il est sanctionné d'un carton rouge et écope de six matchs de suspension. Il quitte le club en 2013.

## Palmarès
- 18 sélections et 7 buts avec l'équipe d'Algérie de football.

### Sélection nationale d'Algérie
Le tableau suivant liste les rencontres de l'équipe d'Algérie auxquelles Abdelmalek Cherrad a participé, depuis le 12 février 2003 jusqu'à présent.